# Holiday
Holiday е песен на германската рок група „Скорпиънс“ включена в албума Lovedrive от 1979 г. и издадена като промоционален сингъл на 7-инчова грамофонна плоча, заедно с Always Somewhere на обратната страна от звукозаписните компании „Мъркюри Рекърдс“ и „Ар Си Ей Рекърдс“.
Песента е композирана от китариста Рудолф Шенкер, а текстът е написан от вокалиста Клаус Майне. Заглавието произтича от годините, когато Клаус Майне и Рудолф Шенкер са деца и са чакали ваканциите. Дълга над шест минути (в албума), песента се дели на две части: първата под формата на балада с акустична част, втората по-бърза с електрическа китара и завършва отново с акустична китара. Holiday е една от най-известните и влиятелни песни в цялото творчество на „Скорпиънс“, от създаването си, тя често се изпълнява на техните концерти.
През годините, „Скорпиънс“ издават различни версии на песента, като отделни сингли още четири пъти - записаната на живо през 1984 г. и включена в концертния World Wide Live (1985), е издадана през 1985 г. с Bad Boys Running Wild на обратната страна на плочата, ремиксирана версия от 1989 г. и 1990 г. и официална и промоционална версия от акустичния албум Acoustica през 2001 г.

## В други издания
Песента е включена първоначално в записания на живо World Wide Live (1985), след това във видео албумите записани също на живо To Russia with Love and Other Savage Amusements и Moscow Music Peace Festival, а по-късно е включена и в компилацията Still Loving You, издадена през 1992 г., където песента е скъсена с няколко секунди от оригиналната. Holiday е презаписана и отново издадена през 2001 г. в записания на живо акустичен албум Acoustica, с продължителност от 5:55 минути и по-късно издадена само в Германия като промоционален сингъл за радиостанциите с времетраене от 3:48 минути. През 2002 г. видеоклипът на Holiday, е добавен в още един видео албум на „Скорпиънс“ - A Savage Crazy World.
След 2004 г. изпълнения на живо на песента е издадена в четири последователни видео албуми: One Night in Vienna, Live at Wacken Open Air (където след интернет гласуване от феновете на „Скорпиънс“, песента е предварително избрана да присъства сред изпълнените на концерта във Вакен), Amazonia – Live In The Jungle и двойният Live 2011 - Get Your Sting & Blackout. Последната преработена версия е включена в официалната компилация на „Скорпиънс“ - Born to Touch Your Feelings: Best of Rock Ballads, издадена през 2017 г.

## Списък на песните
| Първо издание от 1979 г. Страна А Holiday (Рудолф Шенкер, Клаус Майне) – 4:03 Страна Б Always Somewhere (Рудолф Шенкер, Клаус Майне) | Второ издание от 1985 г. Страна А Holiday – 3:12 Страна Б Bad Boys Running Wild (Клаус Майне, Херман Раребел, Рудолф Шенкер) – 3:41 |

| Трето издание от 1989 г. и 1990 г. Компактдиск Holiday – 3:48 Lovedrive (Рудолф Шенкер, Клаус Майне) – 3:48 Плоча Страна А Holiday – 6:31 Страна Б Loving You Sunday Morning (Рудолф Шенкер, Клаус Майне, Херман Раребел) – 5:35 Walking On The Edge (Рудолф Шенкер, Клаус Майне) – 5:05 | Четвърто издание от 2001 г. Компактдиск Holiday – 3:48 |

## Музиканти
- Клаус Майне – вокали
- Рудолф Шенкер – китари
- Михаел Шенкер – китари
- Матиас Ябс – китари
- Франсис Буххолц – електрическа бас китара
- Херман Раребел – барабани

## Българска кавър версия
Автор на текста е Богомил Гудев: Когато си отиваме (Не гледай назад), а изпълнението е на Мими Иванова и група „Старт“, записи – съответно през 1985 и 2007 г., с аранжимент Развигор Попов.